# 姑嫂坟
姑嫂坟，位于中国广东省广州市白云区云台花园内，为广州市的一个市、县级文物保护单位，类型为古墓葬，公布时间为1993年8月。
姑嫂坟的历史年代为南宋。